# Kalamashaka

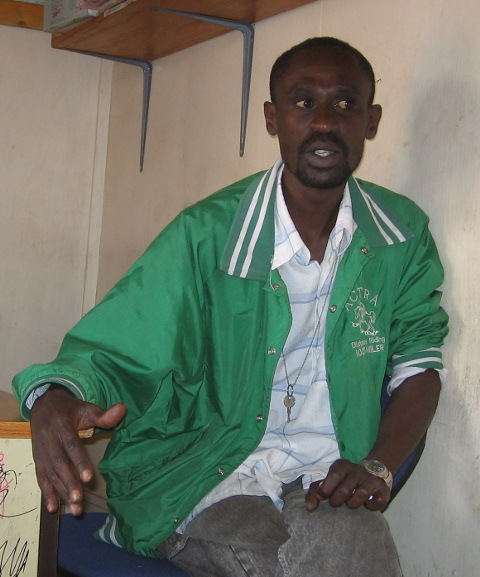
Robert Matumbai i september 2008.

Kalamashaka är ett kenyanskt hiphop-band från Dandora i Nairobi, Kenya. Bandet var på 1990-talet ett av de första som rappade på sheng, swahilislang, snarare än engelska, och ett av de första som tog upp den kenyanska slummens problem i sina texter. De blev på så sätt banbrytande inom den östafrikanska hiphopen.
Gruppens stora genomslag kom med hitten "Tafsiri Hii" ("Översätt det här") 1997. I början av 2000-talet var de med och bildade hiphopkollektivet Ukoo Flani Mau Mau med artister från Nairobi och Mombasa. Kalamashakas medlemmar sedan starten är Robert Matumbai, Kamau Ngige och John Vigetti.
Kalamashaka spelade in en ny skiva i Mombasa oktober 2008 med den svenska artisten/producenten Ken Ring.
Skivan är mixad av Stefan Jacobs från Junkyard Recordings. Skivan är ännu osläppt men en låt ("Guess Who") har spridits på internet.